# Бакиров, Киякбай
Киякбай Бакиров (1906 год, село Жишки — дата смерти неизвестна) — директор мясного совхоза «Арыктинский» Министерства совхозов СССР, Коргалжынский район Акмолинской области, Казахская ССР. Герой Социалистического Труда (1948).

## Биография
Во время коллективизации был одним из организаторов первого в Акмолинской области колхоза «Майгак» Кургальджинского района. Работал в этом колхозе около семи лет. С 1932 года обучался в Петропавловске, после чего трудился техником-животноводом в совхозе «Кенбидаикский» Акмолинской области. С 1942 года — директор Челкарского и позднее — Берсуатского совхозов Акмолинской области.
В 1944 года назначен директором совхоза «Арыктинский» Акмолинской области. Вывел совхоз в число передовых сельскохозяйственных предприятий Акмолинской области. По итогам первых двух лет четвёртой пятилетки (1946—1950) награждён двумя Орденами Трудового Красного Знамени.
В 1947 году совхоз при руководстве Биякбая Бакирова вырастил при табунном содержании 64 жеребёнка от 64 кобыл. Указом Президиума Верховного Совета СССР от 23 июля 1948 года «за получение высокой продуктивности животноводства в 1947 году» удостоен звания Героя Социалистического Труда с вручением ордена Ленина и золотой медали «Серп и Молот».
Этим же указом званием Героя Социалистического Труда был удостоен скотник совхоза Жакан Тулюбаев.
Награды
- Герой Социалистического Труда
- Орден Ленина — дважды
- Орден Трудового Красного Знамени (09.04.1947; 03.05.1948)